# Robert Bret
Robert Bret , né le 10 avril 1949, est un dessinateur en BTP de formation et homme politique français. 

## Biographie
Membre de la direction nationale du PCF de 1985 à 1998, et secrétaire de la fédération des Bouches du Rhône de 1983 à 1996, il a été élu sénateur des Bouches-du-Rhône le 27 septembre 1998 et a terminé son mandat le 30 septembre 2008.
Il n'a plus repris sa carte au PCF depuis 2007. 

## Autres mandats
- Conseiller communautaire de la Communauté Urbaine Marseille Provence Métropole de 1995 à 2008

## Anciens mandats
- Conseiller municipal de Marseille de 1995 à 2009 (élu du 7e secteur)
- Conseiller municipal de Martigues de 1983 à 1989